# Sóc bay Temminck
Sóc bay Temminck, tên khoa học Petinomys setosus, là một loài động vật có vú trong họ Sóc, bộ Gặm nhấm. Loài này được Temminck mô tả năm 1844.